# Medibank International 2010 - Qualificazioni singolare femminile
Le qualificazioni del singolare femminile del Medibank International 2010 sono state un torneo di tennis preliminare per accedere alla fase finale della manifestazione. I vincitori dell'ultimo turno sono entrati di diritto nel tabellone principale. In caso di ritiro di uno o più giocatori aventi diritto a questi sono subentrati i lucky loser, ossia i giocatori che hanno perso nell'ultimo turno ma che avevano una classifica più alta rispetto agli altri partecipanti che avevano comunque perso nel turno finale.
Le qualificazioni del Medibank International 2010 prevedevano 48 partecipanti di cui 6 sono entrati nel tabellone principale.

## Teste di serie
1. Ágnes Szávay (Qualificata)
2. Anastasija Pavljučenkova (secondo turno)
3. Vera Duševina (Qualificata)
4. Ol'ga Govorcova (primo turno)
5. Timea Bacsinszky (ultimo turno)
6. Tathiana Garbin (primo turno)

1. Anna-Lena Grönefeld (Qualificata)
2. Barbora Zahlavova Strycova (ultimo turno)
3. Polona Hercog (secondo turno)
4. Kimiko Date-Krumm (Qualificata)
5. Urszula Radwańska (ultimo turno)
6. Ioana Raluca Olaru (ultimo turno)

## Qualificati
1. Ágnes Szávay
2. Kimiko Date-Krumm
3. Vera Duševina

1. Anna-Lena Grönefeld
2. Varvara Lepchenko
3. Jill Craybas

## Tabellone

### Legenda
| - Q = Qualificato - WC = Wild card - LL = Lucky loser | - ALT = Alternate - SE = Special Exempt - PR = Protected Ranking | - w/o = Walkover - r = Ritirato - d = Squalificato |

### Sezione 1
|  | Primo turno   | Primo turno        | Primo turno   | Primo turno | Primo turno |  |  | Secondo turno | Secondo turno      | Secondo turno | Secondo turno      | Secondo turno      |   |   | Ultimo turno | Ultimo turno | Ultimo turno | Ultimo turno | Ultimo turno |  |
|  |               |                    |               |             |             |  |  |               |                    |               |                    |                    |   |   |              |              |              |              |              |  |
|  | 1             | Ágnes Szávay       | 5             | 6           | 6           |  |  |               |                    |               |                    |                    |   |   |              |              |              |              |              |  |
|  |               | Vania King         | 7             | 4           | 4           |  |  | 1             | Ágnes Szávay       | 6             | 5                  | 6                  |   |   |              |              |              |              |              |  |
|  | A Sevastova   | A Sevastova        | A Sevastova   | 6           | 6           |  |  |               | A Sevastova        | 3             | 7                  | 1                  |   |   |              |              |              |              |              |  |
|  | G Voskoboeva  | G Voskoboeva       | G Voskoboeva  | 4           | 4           |  |  |               |                    |               |                    |                    |   |   | 1            | Ágnes Szávay | Ágnes Szávay | 6            | 6            |  |
|  | Jarmila Groth | Jarmila Groth      | Jarmila Groth | 6           | 7           |  |  |               |                    | 12            | Ioana Raluca Olaru | Ioana Raluca Olaru | 4 | 1 |              |              |              |              |              |  |
|  | Shannon Golds | Shannon Golds      | Shannon Golds | 2           | 5           |  |  |               | Jarmila Groth      | 2             | 6                  | 3                  |   |   |              |              |              |              |              |  |
|  | 12            | Ioana Raluca Olaru | 3             | 6           | 6           |  |  | 12            | Ioana Raluca Olaru | 6             | 2                  | 6                  |   |   |              |              |              |              |              |  |
|  |               | Ashling Sumner     | 6             | 1           | 3           |  |  |               |                    |               |                    |                    |   |   |              |              |              |              |              |  |

### Sezione 2
|  | Primo turno     | Primo turno     | Primo turno     | Primo turno | Primo turno |  |  | Secondo turno | Secondo turno   | Secondo turno   | Secondo turno | Secondo turno |   |   | Ultimo turno | Ultimo turno | Ultimo turno | Ultimo turno | Ultimo turno |  |
|  |                 |                 |                 |             |             |  |  |               |                 |                 |               |               |   |   |              |              |              |              |              |  |
|  | 2               | A Pavljučenkova | A Pavljučenkova | 6           | 7           |  |  |               |                 |                 |               |               |   |   |              |              |              |              |              |  |
|  |                 | A Amanmuradova  | A Amanmuradova  | 0           | 63          |  |  | 2             | A Pavljučenkova | A Pavljučenkova | 3             | 3             |   |   |              |              |              |              |              |  |
|  | A Rodionova     | A Rodionova     | A Rodionova     | 6           | 6           |  |  |               | A Rodionova     | A Rodionova     | 6             | 6             |   |   |              |              |              |              |              |  |
|  | Katie O'brien   | Katie O'brien   | Katie O'brien   | 3           | 3           |  |  |               |                 |                 |               |               |   |   |              | A Rodionova  | 6            | 3            | 3            |  |
|  | Kai-Chen Chang  | Kai-Chen Chang  | 6               | 7           | 6           |  |  |               |                 | 10              | K Date-Krumm  | 2             | 6 | 6 |              |              |              |              |              |  |
|  | Stefanie Vögele | Stefanie Vögele | 7               | 5           | 1           |  |  |               | Kai-Chen Chang  | 6               | 2             | 5             |   |   |              |              |              |              |              |  |
|  | 10              | K Date-Krumm    | 62              | 6           | 6           |  |  | 10            | K Date-Krumm    | 3               | 6             | 7             |   |   |              |              |              |              |              |  |
|  |                 | Petra Martić    | 7               | 3           | 2           |  |  |               |                 |                 |               |               |   |   |              |              |              |              |              |  |

### Sezione 3
|  | Primo turno    | Primo turno          | Primo turno   | Primo turno | Primo turno |  |  | Secondo turno | Secondo turno        | Secondo turno        | Secondo turno        | Secondo turno        |   |   | Ultimo turno | Ultimo turno  | Ultimo turno  | Ultimo turno | Ultimo turno |  |
|  |                |                      |               |             |             |  |  |               |                      |                      |                      |                      |   |   |              |               |               |              |              |  |
|  | 3              | Vera Duševina        | Vera Duševina | 6           | 6           |  |  |               |                      |                      |                      |                      |   |   |              |               |               |              |              |  |
|  |                | Shenay Perry         | Shenay Perry  | 3           | 1           |  |  | 3             | Vera Duševina        | Vera Duševina        | 6                    | 6                    |   |   |              |               |               |              |              |  |
|  | Patricia Mayr  | Patricia Mayr        | 6             | 1           | 6           |  |  |               | Patricia Mayr        | Patricia Mayr        | 0                    | 1                    |   |   |              |               |               |              |              |  |
|  | N Jakimava     | N Jakimava           | 3             | 6           | 4           |  |  |               |                      |                      |                      |                      |   |   | 3            | Vera Duševina | Vera Duševina | 6            | 6            |  |
|  | Alenka Hubacek | Alenka Hubacek       | 7             | 2           | 6           |  |  |               |                      | 8                    | B Zahlavova Strycova | B Zahlavova Strycova | 3 | 4 |              |               |               |              |              |  |
|  | V Rajicic      | V Rajicic            | 5             | 6           | 4           |  |  |               | Alenka Hubacek       | Alenka Hubacek       | 0                    | 2                    |   |   |              |               |               |              |              |  |
|  | 8              | B Zahlavova Strycova | 2             | 6           | 6           |  |  | 8             | B Zahlavova Strycova | B Zahlavova Strycova | 6                    | 6                    |   |   |              |               |               |              |              |  |
|  |                | V Kutuzova           | 6             | 2           | 3           |  |  |               |                      |                      |                      |                      |   |   |              |               |               |              |              |  |

### Sezione 4
|  | Primo turno      | Primo turno      | Primo turno      | Primo turno | Primo turno |  |  | Secondo turno   | Secondo turno    | Secondo turno   | Secondo turno | Secondo turno |   |   | Ultimo turno | Ultimo turno | Ultimo turno | Ultimo turno | Ultimo turno |  |
|  |                  |                  |                  |             |             |  |  |                 |                  |                 |               |               |   |   |              |              |              |              |              |  |
|  |                  | C Scheepers      | C Scheepers      | 6           | 6           |  |  |                 |                  |                 |               |               |   |   |              |              |              |              |              |  |
|  | 4                | Ol'ga Govorcova  | Ol'ga Govorcova  | 2           | 3           |  |  | C Scheepers     | C Scheepers      | C Scheepers     | 6             | 6             |   |   |              |              |              |              |              |  |
|  | Renata Voráčová  | Renata Voráčová  | 3                | 6           | 6           |  |  | Renata Voráčová | Renata Voráčová  | Renata Voráčová | 1             | 2             |   |   |              |              |              |              |              |  |
|  | Kathrin Wörle    | Kathrin Wörle    | 6                | 4           | 4           |  |  |                 |                  |                 |               |               |   |   |              | C Scheepers  | 6            | 4            | 4            |  |
|  | Sandra Záhlavová | Sandra Záhlavová | Sandra Záhlavová | 6           | 6           |  |  |                 |                  | 7               | A-L Grönefeld | 4             | 6 | 6 |              |              |              |              |              |  |
|  | M-E Camerin      | M-E Camerin      | M-E Camerin      | 4           | 2           |  |  |                 | Sandra Záhlavová | 6               | 2             | 0             |   |   |              |              |              |              |              |  |
|  | 7                | A-L Grönefeld    | 6                | 2           | 7           |  |  | 7               | A-L Grönefeld    | 3               | 6             | 6             |   |   |              |              |              |              |              |  |
|  |                  | C Pironkova      | 4                | 6           | 5           |  |  |                 |                  |                 |               |               |   |   |              |              |              |              |              |  |

### Sezione 5
|  | Primo turno     | Primo turno      | Primo turno      | Primo turno | Primo turno |  |  | Secondo turno | Secondo turno    | Secondo turno    | Secondo turno | Secondo turno |   |   | Ultimo turno | Ultimo turno     | Ultimo turno     | Ultimo turno | Ultimo turno |  |
|  |                 |                  |                  |             |             |  |  |               |                  |                  |               |               |   |   |              |                  |                  |              |              |  |
|  | 5               | Timea Bacsinszky | Timea Bacsinszky | 7           | 6           |  |  |               |                  |                  |               |               |   |   |              |                  |                  |              |              |  |
|  |                 | Monique Adamczak | Monique Adamczak | 6(0)        | 3           |  |  | 5             | Timea Bacsinszky | Timea Bacsinszky | 6             | 6             |   |   |              |                  |                  |              |              |  |
|  | Evgenija Rodina | Evgenija Rodina  | Evgenija Rodina  | 6           | 7           |  |  |               | Evgenija Rodina  | Evgenija Rodina  | 4             | 4             |   |   |              |                  |                  |              |              |  |
|  | M Korytceva     | M Korytceva      | M Korytceva      | 2           | 5           |  |  |               |                  |                  |               |               |   |   | 5            | Timea Bacsinszky | Timea Bacsinszky | 3            | 5            |  |
|  | V Lepchenko     | V Lepchenko      | V Lepchenko      | 6           | 6           |  |  |               |                  |                  | V Lepchenko   | V Lepchenko   | 6 | 7 |              |                  |                  |              |              |  |
|  | Jessica Moore   | Jessica Moore    | Jessica Moore    | 1           | 2           |  |  |               | V Lepchenko      | V Lepchenko      | 6             | 6             |   |   |              |                  |                  |              |              |  |
|  | 9               | Polona Hercog    | 7                | 2           | 6           |  |  | 9             | Polona Hercog    | Polona Hercog    | 1             | 3             |   |   |              |                  |                  |              |              |  |
|  |                 | Klára Zakopalová | 5                | 6           | 4           |  |  |               |                  |                  |               |               |   |   |              |                  |                  |              |              |  |

### Sezione 6
|  | Primo turno      | Primo turno      | Primo turno     | Primo turno | Primo turno |  |  | Secondo turno  | Secondo turno  | Secondo turno  | Secondo turno | Secondo turno |   |   | Ultimo turno | Ultimo turno | Ultimo turno | Ultimo turno | Ultimo turno |  |
|  |                  |                  |                 |             |             |  |  |                |                |                |               |               |   |   |              |              |              |              |              |  |
|  |                  | Karolina Šprem   | Karolina Šprem  | 6           | 6           |  |  |                |                |                |               |               |   |   |              |              |              |              |              |  |
|  | 6                | Tathiana Garbin  | Tathiana Garbin | 2           | 4           |  |  | Karolina Šprem | Karolina Šprem | Karolina Šprem | 3             | 5             |   |   |              |              |              |              |              |  |
|  | Jill Craybas     | Jill Craybas     | 68              | 6           | 6           |  |  | Jill Craybas   | Jill Craybas   | Jill Craybas   | 6             | 7             |   |   |              |              |              |              |              |  |
|  | Julia Görges     | Julia Görges     | 7               | 1           | 3           |  |  |                |                |                |               |               |   |   |              | Jill Craybas | Jill Craybas | 6            | 6            |  |
|  | P Parmentier     | P Parmentier     | 7               | 3           | 6           |  |  |                |                | 11             | U Radwańska   | U Radwańska   | 4 | 3 |              |              |              |              |              |  |
|  | Kristina Barrois | Kristina Barrois | 62              | 6           | 4           |  |  |                | P Parmentier   | 4              | 6             | 3             |   |   |              |              |              |              |              |  |
|  | 11               | U Radwańska      | 4               | 7           | 6           |  |  | 11             | U Radwańska    | 6              | 3             | 6             |   |   |              |              |              |              |              |  |
|  |                  | Julie Coin       | 6               | 65          | 1           |  |  |                |                |                |               |               |   |   |              |              |              |              |              |  |